# Lasconotus pertenuis
Lasconotus pertenuis är en skalbaggsart som beskrevs av Thomas Casey 1890. Lasconotus pertenuis ingår i släktet Lasconotus och familjen barkbaggar. Inga underarter finns listade i Catalogue of Life.